# 团结飞机公司
團結飛機公司（英語：Consolidated Aircraft Corporation）成立於1923年，由魯本·弗利特創建，總部位於紐約州水牛城。弗利特先生從被通用汽車公司關閉的子公司戴頓-懷特公司處購買了該公司設計的飛機設計，同時也購買被清盤的Gallaudet Aircraft Company的一些資產。
團結飛機在1920年代至1930年代因其船型水上飛機系列而著名。在1935年9月，團結飛機將總部移到加州聖地牙哥的1號大樓；該建築物占地22900平方公尺，為一座具備流水生產線的大型飛機製造兼辦公場所。團結公司最成功的巡邏水上飛機是PBY卡特琳娜水上飛機，它在整個二戰期間都有生產，並廣泛的在盟國軍隊中使用。同樣著名的還有B-24轟炸機，它也同時使用於太平洋戰場和歐洲戰場。
1941年，Fleet出售他手上持有的團結公司股份，占公司的34.26%；這筆交易的對象是Avco公司總裁維克多·伊曼紐（Victor Emanuel），總價109萬美金。
Avco公司收購團結飛機股份後，便計畫與它公司旗下的伏爾提飛機公司合併，該合併案於1943年通過；公司更名為團結-伏爾提公司，另一個名稱更為人知曉：康維爾。

## 生產的飛機
團結飛機公司 (按首飛時間排序):
- PT-1 Trusty (1923) [3]
- NY-1教練機[4]

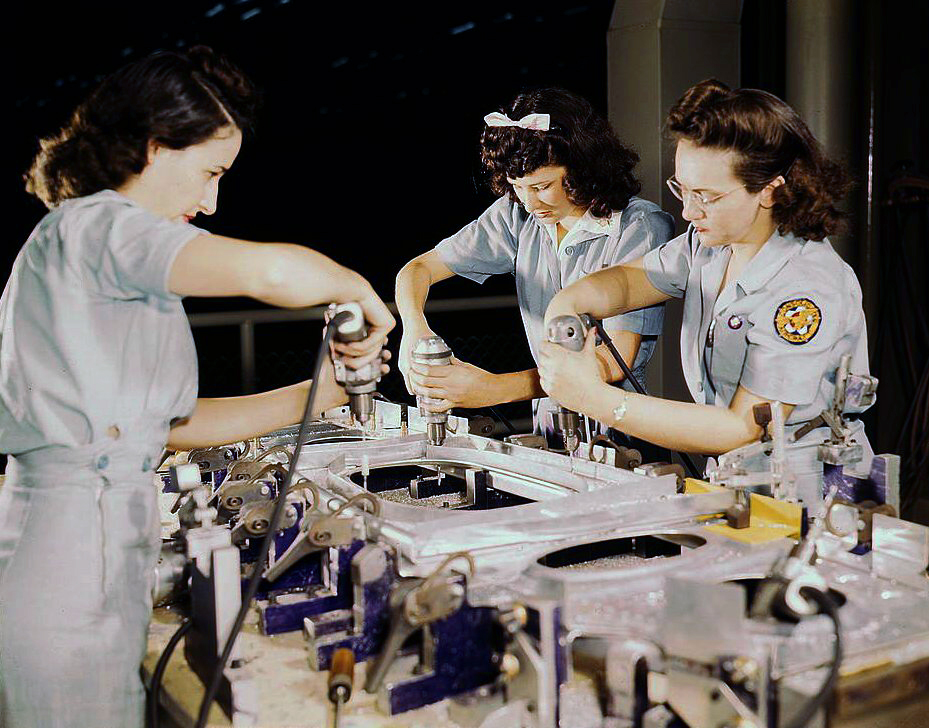
組裝一個機翼部件, Fort Worth, Texas, 1942年10月

- XPY-1 Admiral水上飛機(1928)[2]
- Consolidated Commodore (1931)
- C-22 Fleetster(1932) [5]
- Consolidated A-11/Y1P-25
- Consolidated P2Y [6]
- PBY卡特琳娜水上飛機 (1936)
- PB2Y Coronado (1937)
- PB3Y沒有建造
- XP4Y科雷希多巡邏機 (1939) [7]
- B-24轟炸機 (1939)
  - PB4Y-1 Liberator 美國海軍
  - C-87 Liberator Express （1942）
  - C-109 Liberator
  - PB4Y-2 Privateer (1944)
- TBY Sea Wolf (1941)
- B-32 Dominator (1942)